# Leptonotis
Leptonotis is een geslacht van weekdieren uit de klasse van de Gastropoda (slakken).

## Soorten
- Leptonotis boucheti (F. Riedel, 2000)
- Leptonotis expansus (Whitfield, 1865) †
- Leptonotis fossilis (Tate, 1898) †
- Leptonotis kaawaensis (Bartrum & Powell, 1928) †
- Leptonotis perplexus (Suter, 1907)
- Leptonotis wharekuriensis (Laws, 1935) †